# Маріна Мальфатті
Маріна Мальфатті (італ. Marina Malfatti; 25 квітня 1940, Флоренція — 8 червня 2016, Рим) — італійська акторка театру і кіно.

## Біографія
Справжнє ім'я — Маріса. У кіно з 1959 року дебютувала у фільмі «Офіціантка/ Le Cameriere» (Валерія, реж. Карло Людовіко Брагалья). У 70-ті роки стала зіркою фільмів жахів і трилерів: Гледіс Каннінгем в стрічці «Вночі Евелін вийшла з могили» (1971), Мері Вейл в картині «Всі відтінки пітьми», Кеті Адамс у фільмі «Сім закривавлених орхідей», Франческа Вільденбрюк в стрічці «Червона леді вбиває сім разів», «Закривавлена галявина / Il Prato маккіато ді Россо» (1973), Дебора Лагранж в трилері «Чорна стрічка для Дебори / Un Fiocco неро за Дебора» (1974) та інші. Грала в телесеріалах. З початку 90-х років працювала головним чином в театрі.

## Фільмографія
- Le cameriere (1959)
- Una ragazza per l'estate (1960)
- Un uomo da bruciare (1962)
- I fuorilegge del matrimonio (1963)
- Una bella grinta (1965)
- Le inchieste del commissario Maigret (1966)
- Io, io, io... e gli altri (1966)
- I dannati della terra (1967)
- Pronto... c'è una certa Giuliana per te (1967)
- C'era una volta... (1967)
- Più tardi Claire, più tardi... (1968)
- Sherlock Holmes — L'ultimo dei Baskerville (1968)
- Per amore o per forza (1971)
- In fondo alla piscina (La Última señora Anderson) (1971)
- La notte che Evelyn uscì dalla tomba (1971)
- Era Sam Wallash...lo chiamavano 'E così sia'! (1971)
- Testa in giù, gambe in aria (1972)
- Усі відтінки темряви (1972)
- Sette orchidee macchiate di rosso (1972)
- Decameron n° 3 — Le più belle donne del Boccaccio (1972)
- Червона дама вбиває сім разів (1972)
- Alexander Zwo (1972)
- Il ritorno di Clint il solitario (1972)
- Il clan del quartiere latino (1973)
- Il prato macchiato di rosso (1973)
- Il venditore di palloncini (1974)
- Un fiocco nero per Deborah (1974)
- Malombra (1974)
- Il figlio di Zorro (1974)
- Lezioni di violoncello con toccata e fuga (1976)
- L'ultimo aereo per Venezia (1977)
- Il fauno di marmo (1977)
- Il prigioniero (1978)
- I racconti di fantascienza di Blasetti (1979)
- Anna Kuliscioff (1981)
- Teresa Raquin (1985)
- Silvia è sola (1988)
- Un posto freddo in fondo al cuore (1992) Film Tv
- A rischio d'amore (1996)